# フローリアン・ガレンベルガー
フローリアン・ガレンベルガー（Florian Gallenberger、1972年2月23日 - ）は、ドイツの映画監督、脚本家。

## 来歴
ミュンヘン出身。ミュンヘン映画・テレビ大学で映画の演出を学び、短編映画の監督としてデビュー。
2000年、『Quiero ser (I want to be ...)』で第73回アカデミー短編映画賞を受賞した。
2004年から長編映画を撮り、脚本も担当している。2009年に『ジョン・ラーベ 〜南京のシンドラー〜』を監督した。

## 主な作品
- Quiero ser (I want to be ...) (1999) 短編映画、脚本も
- Schatten der Zeit (2004) 脚本も
- ジョン・ラーベ 〜南京のシンドラー〜 John Rabe (2009) 脚本も
- 君がくれたグッドライフ Hin und weg (2014) 製作のみ
- コロニア Colonia (2015) 脚本も